# カルビーポテト (企業)
カルビーポテト株式会社（Calbee Potato）は、北海道帯広市にある企業。カルビーのグループ会社。

## 沿革
カルビーポテトは、カルビーが「カルビーポテトチップス」の大ヒットにより全国各地で増産体制を整える中で、ジャガイモの安定供給を図るために原料部門を分離独立する形で設立した。
- 1980年（昭和55年）：「カルビーポテト」設立。
- 1984年（昭和59年）：馬鈴薯輸送船「カルビーポテト丸」就航。
- 1985年（昭和60年）：十勝馬鈴薯研究所開設。
- 1989年（平成元年）：小売用「マッシュポテト」販売開始。
- 1990年（平成02年）：「じゃがりこ」の原型を作る加工製法開発。
- 1993年（平成05年）：レストラン「アーダッポル」開店（2016年閉店）。
- 1996年（平成08年）：小売向け「青果用ジャガイモ」販売開始。
- 1997年（平成09年）：帯広工場操業開始[3]。
- 1999年（平成11年）：本社を東京から帯広に移転。
- 2001年（平成13年）：「3連番地管理」導入。新収穫システム「SUP」稼働。
- 2002年（平成14年）：帯広工場が「ISO 9001」取得（2008年に全社取得）。
- 2005年（平成17年）：「植物防疫法」違反が発覚し、事件化する[4]。
- 2006年（平成18年）：帯広工場で「jagabee」製造ライン稼働[5]。
- 2017年（平成29年）：3代目となる馬鈴薯輸送船「ポテト丸」就航[6]。

## 事業所
- 本社・帯広工場 - 北海道帯広市別府町零号31-4
- 芽室事務所 - 北海道河西郡芽室町東芽室南3線23
- その他
  - 東京、宇都宮、岐阜、鹿児島各事務所
  - 馬鈴薯研究所
  - 北海道内15支所（馬鈴薯貯蔵庫併設）

## 商品
- ポテトチップス用ジャガイモ
- ジャガイモ
- マッシュポテト

## アクセス
- 本社・帯広工場
  - とかち帯広空港（帯広空港）から車で約30分
  - 北海道旅客鉄道（JR北海道）帯広駅から車で約35分
- 芽室事務所
  - とかち帯広空港（帯広空港）から車で約40分
  - 北海道旅客鉄道（JR北海道）帯広駅から車で約30分